# Óscar Tabárez
Artikeln följer den spanska namnseden; faderns efternamn är Tabárez och moderns efternamn Silva.
Óscar Wáshington Tabárez Silva, född 3 mars 1947 i Montevideo, är en före detta fotbollsspelare från Uruguay som blev fotbollstränare efter sin professionella karriär vid 32 års ålder.
Tabárez har under sin karriär tränat lag i Italien, Spanien, Argentina, Colombia samt Uruguays herrlandslag (senior och U-20) vid flera olika tillfällen.

## Tränarkarriär
När Tabárez avslutade sin spelarkarriär i den uruguayanska klubben Bella Vista 1979, fick han förtroendet att leda lagets ungdomstrupp mellan åren 1980 och 1983. Han blev snabbt omtyckt av spelarna och steget ut till förbundskapten för U-20-landslaget var inte långt. År 1983 tog han U-20-landslaget till guld i Panamerikanska spelen 1983 i Venezuela.
Efter att ha tränar de uruguayanska klubbarna Danubio FC och Montevideo Wanderers en kort period fick han chansen att träna storklubben Peñarol, 1987. Här tog han sin första stora titel - segrare av Copa Libertadores. Detta var lagets femte titel i turneringen, och den senaste laget har vunnit fram till dagens datum (per 2010). Efter sin sejour i Peñarol tränade han den argentinska storklubben Boca Juniors i två år.
Efter en andraplats i Copa América 1989 ledde Tabárez Uruguays landslag i VM 1990 där man blev utslaget mot värdlandet Italien i åttondelsfinalen. Efter fyra års frånvaro som tränare tog han över rollen som Uruguays förbundskapten 2006, där han ledde laget till en fjärdeplats i Copa América 2007 i Venezuela och till en fjärdeplats i VM 2010 i Sydafrika. Hans största merit som landslagstränare är att han lyckades få Uruguays landslag att vinna Copa América 2011 i Argentina.

### Landslagsstatistik
| Lag               | S  | V  | O  | F  | GM  | IM | MS  | P   |
| ----------------- | -- | -- | -- | -- | --- | -- | --- | --- |
| Uruguay (1988–90) | 34 | 17 | 8  | 9  | 50  | 28 | +22 | 59  |
| Uruguay (2006–)   | 90 | 41 | 27 | 22 | 146 | 98 | +48 | 150 |
| Uruguay OS 2012   | 6  | 3  | 1  | 2  | 10  | 8  | +2  | 10  |

## Meritlista
| Meritlista               | Meritlista                                          | Meritlista                                          |
| År                       | Lag                                                 | Tävling/turnering                                   |
| ------------------------ | --------------------------------------------------- | --------------------------------------------------- |
| 1987                     | Peñarol                                             | Copa Libertadores                                   |
| 1992                     | Boca Juniors                                        | Primera División de Argentina (Apertura)            |
| 1992                     | Boca Juniors                                        | Copa Master de Supercopa                            |
| 1983                     | Uruguay U20                                         | Panamerikanska spelen                               |
| 1989                     | Uruguay                                             | Copa América (andraplats)                           |
| 2011                     | Uruguay                                             | Copa América                                        |
| Individuella utmärkelser |                                                     |                                                     |
| 2010                     | Premios Fox Sports Awards – Årets förbundskapten    | Premios Fox Sports Awards – Årets förbundskapten    |
| 2010                     | Årets tränare i Sydamerika (El País)                | Årets tränare i Sydamerika (El País)                |
| 2011                     | IFFHS utmärkelse Världens bästa förbundskapten 2011 | IFFHS utmärkelse Världens bästa förbundskapten 2011 |